# Campionato italiano di hockey su ghiaccio 2020-2021
Il Campionato italiano di hockey su ghiaccio 2020-2021 sarà l'87ª edizione dei tornei nazionali italiani di hockey su ghiaccio. 
Dopo l'interruzione della precedente edizione dovuta alla pandemia di COVID-19, il numero complessivo di squadre coinvolte è calato: sono rimaste sette le squadre del massimo campionato, mentre quelle della cadetteria sono scese da 11 a 10 (a causa della mancata iscrizione del ValpEagle) e quelle della terza serie da 11 a 8.

## Struttura
I tornei sono strutturati nei seguenti livelli:
| Livello | Denominazione campionato                           | Partecipanti                                        | Partecipanti                                        |
| ------- | -------------------------------------------------- | --------------------------------------------------- | --------------------------------------------------- |
| 1º      | Italian Hockey League - Serie A Alps Hockey League | 7 16 (7 squadre italiane, 7 austriache e 2 slovene) | 7 16 (7 squadre italiane, 7 austriache e 2 slovene) |
| 2º      | Italian Hockey League                              | 10                                                  | 10                                                  |
| 3º      | Italian Hockey League - Division I                 | 3 (Girone Ovest)                                    | 5 (Girone Est)                                      |

## Italian Hockey League - Serie A / AHL
Sono confermate le sette squadre italiane partecipanti alla AHL, che si giocano anche il titolo italiano. Sono però scese a 16 le partecipanti complessive, stante la mancata iscrizione di Vienna Capitals Silver e l'esclusione dell'EK Zell am See.

## Italian Hockey League
Il numero di iscritti alla IHL è sceso a 10. La ValpEagle ha infatti rinunciato all'iscrizione, approfittando della possibilità, concessa dalla FISG viste le incertezze causate dalla pandemia, di mantenere comunque i diritti sportivi per la partecipazione alla IHL successiva. Il campionato venne poi sospeso dall'8 novembre al 17 dicembre 2020, sempre a causa delle misure di contenimento della pandemia di COVID-19, ed alla ripresa la federazione decise di dare nuovamente la possibilità alle compagini iscritte in IHL di ritirarsi senza penalità:  l'Hockey Como fu l'unica squadra ad avvalersene, lasciando quindi il campionato a 9.

## Italian Hockey League - Division I
Le squadre iscritte al campionato scendono a otto: sette confermate dalla stagione precedente (Val Venosta, HC Dobbiaco, HC Pinè, HC Pieve di Cadore, Real Torino HC HC Valpellice Bulldogs e Milano Bears) e una nuova iscritta, l'HC Bolzano/Trento, nata da un accordo tra HCB Foxes Academy e HC Trento.
Vista la diminuzione del numero di partecipanti, la formula prevede una prima parte del campionato a girone unico ed una seconda parte suddivisa nei due tradizionali gironi Est (a 5 squadre) e Ovest (a 3 squadre).

## Supercoppa italiana
La data della Supercoppa italiana tra Asiago e Merano era stata fissata, come di consueto, per inizio campionato, ma a seguito dell'epidemia di Covid-19 venne poi fissata per sabato 19 dicembre. La finale venne poi spostata ulteriormente, a data da destinarsi, per permettere al Merano di riprendere l’attività, bloccata sempre per la situazione legata al COVID. Solo nel luglio del 2021 venne fissata una nuova data: il successivo 4 settembre, un anno dopo il previsto ed addirittura due giorni dopo la disputa dell'edizione 2021.
| Arbitri: | Andrea Moschen Omar Pinié |

| |           |                                                                             |
| Vankus (Ginnetti, Casetti) 17:06 Vankus (M. Marchetti, Ginnetti) 32:53 Vankus (Ginnetti) 55:01 Magnabosco (S. Marchetti) 59:43 | Marcatori | 08:37 V. Ahlström (Hofer, Borgatello) 23:56 V. Ahlström (Borgatello, Hofer) |